# Pristimantis ardalonychus
Pristimantis ardalonychus es una especie de anfibio anuro de la familia Craugastoridae.

## Distribución
Esta especie es endémica de la provincia de Rioja en la región de San Martín, Perú. Habita entre los 680 y 1 200 m de altitud en la ladera oriental en la Cordillera Central del norte.

## Descripción
Los machos miden de 19,7 a 21,9 mm y las hembras 27,4 mm.

## Publicación original
- Duellman & Pramuk, 1999 : Frogs of the genus Eleutherodactylus (Anura: Leptodactylidae) in the Andes of northern Peru. Scientific Papers Natural History Museum the University of Kansas, n.º 13, p. 1-78[5]